# Acanthopotamon panningi
Acanthopotamon panningi е вид ракообразно от семейство Potamidae.

## Разпространение
Видът е разпространен в Индия (Мадхя Прадеш).